# عمر تاكيشي
عمر تاكيشي (مواليد 26 أكتوبر 2000) هو لاعب كرة قدم تركي.

## وصلات خارجية
- عمر تاكيشي على موقع اتحاد تركيا (لاعب) (الإنجليزية)
- عمر تاكيشي على موقع رابطة كرة القدم اليابانية للمحترفين (اليابانية)
- عمر تاكيشي على موقع قاعدة بيانات كرة القدم.إي يو (الإنجليزية)
- عمر تاكيشي على موقع بيانات كرة القدم. دي إي (الألمانية)
- عمر تاكيشي على موقع Soccerway.com (الإنجليزية)
- عمر تاكيشي على موقع عالم كرة القدم.نت (الإنجليزية)